# Oldfieldia
Genre
Oldfieldia Benth. & Hook. f. est un genre de plantes à fleurs de la famille des Picrodendraceae. 

## Liste d'espèces
Selon Catalogue of Life (7 février 2018) :
- Oldfieldia africana Benth. & Hook.f.
- Oldfieldia dactylophylla (Welw. ex Oliv.) J.Léonard
- Oldfieldia macrocarpa J.Leonard
- Oldfieldia somalensis (Chiov.) Milne-Redh.

Selon NCBI (7 février 2018) :
- Oldfieldia dactylophylla

Selon The Plant List (7 février 2018) :
- Oldfieldia africana Benth. & Hook.f.
- Oldfieldia dactylophylla (Welw. ex Oliv.) J.Léonard
- Oldfieldia macrocarpa J.Léonard
- Oldfieldia somalensis (Chiov.) Milne-Redh.

Selon Tropicos (7 février 2018) (Attention liste brute contenant possiblement des synonymes) :
- Oldfieldia africana Benth. & Hook. f.
- Oldfieldia dactylophylla (Welw. ex Oliv.) J. Léonard
- Oldfieldia macrocarpa J. Léonard
- Oldfieldia somalensis (Chiov.) Milne-Redh.